# Silent treatment
Silent treatment (české ekvivalenty tichá domácnost, trest mlčením, odmítání komunikace, demonstrativní mlčení či vyloučení z komunikace) je forma interpersonálního chování, při němž jedna osoba záměrně odmítá verbální či elektronickou komunikaci s druhou osobou, která se snaží o kontakt a vyvolání reakce. Tento přístup se může pohybovat od prostého trucování až po manipulativní a kontrolující chování s prvky psychického zneužívání. V některých případech se jedná o pasivně-agresivní formu emočního nátlaku, kdy je nespokojenost, nesouhlas nebo pohrdání vyjadřováno neverbálními prostředky při zachování mlčení.
Je to manipulační taktika, při níž jedna osoba úmyslně nekomunikuje s druhou, čímž jí způsobuje emocionální utrpení. Namísto otevřené konfrontace využívá mlčení jako prostředek trestu, kontroly či zastrašování. Tento vzorec chování může přetrvávat hodiny, dny i týdny, čímž u postižené osoby vyvolává nejistotu a zmatení. Oběť často tápe v důvodech svého vyloučení, protože jí chybí jasné vysvětlení, co vedlo k takovému zacházení.

## Silent treatment jako nástroj manipulace
Silent treatment je často využíván manipulátory jako prostředek k dosažení emocionální kontroly a trestání oběti. Když se oběť odchýlí od požadavků manipulátora, ten ji ignoruje, což vyvolává pocity viny a nejistoty, protože oběť neví, co konkrétně udělala špatně. Tímto způsobem manipuluje s obětí, která se začíná cítit zodpovědná za obnovu komunikace a snaží se chování přizpůsobit, aby získala pozornost a „odměnu“. Tento vzorec ignorování podporuje emocionální závislost, kdy oběť neustále hledá způsob, jak znovu získat uznání a přijetí. Tento způsob komunikace se vyhýbá přímé konfrontaci a otevřeným konfliktům. Manipulátor tak nemusí čelit vlastním emocím nebo vyjadřovat kritiku, přičemž si udržuje kontrolu nad situací. Tento proces vyvolává u oběti chaos a zmatek, což ji nutí neustále přemýšlet o důvodech ticha, a tím zvyšuje její úzkost a nejistotu.

## Obrana před silent treatmentem
Osobní hranice mohou hrát významnou roli v reakcích na situace, kdy dochází k cílenému praktikování silent treatmentu. Tento způsob jednání bývá spojován s vyhýbáním se otevřené konfrontaci nebo s mocenskou manipulací v rámci mezilidských vztahů. Zachování klidného postoje, vymezení komunikačních limitů a jednoznačné pojmenování situace představují způsoby, jak na takovou formu interakce reagovat bez eskalace napětí.